# Estadio François-Coty
El Estadio François Coty es la casa del club francés de fútbol AC Ajaccio en la ciudad de Ajaccio. Puede acoger a 10.660 espectadores.
El estadio fue inaugurado el 1 de diciembre de 1969 bajo el nombre "Parc des Sports de l'ACA"., pero informalmente llamado "Stade Timizzolu", el estadio fue renombrado en el 2002 y renombrado como François Coty, un hombre de negocios y político al igual que un perfumista nacido en París. En aquella época podía albergar a 12.000 espectadores, de los cuales 6.000 entraban sentados. El día de la inauguración, no menos de 15.000 personas acudieron a ver el encuentro disputados entre el AC Ajaccio y el SC Bastia.
Durante las últimas temporadas, el campo sufrió algunas modificaciones para que el estadio cumpliera con las normas de la Ligue 1 de Francia.